# Plaga

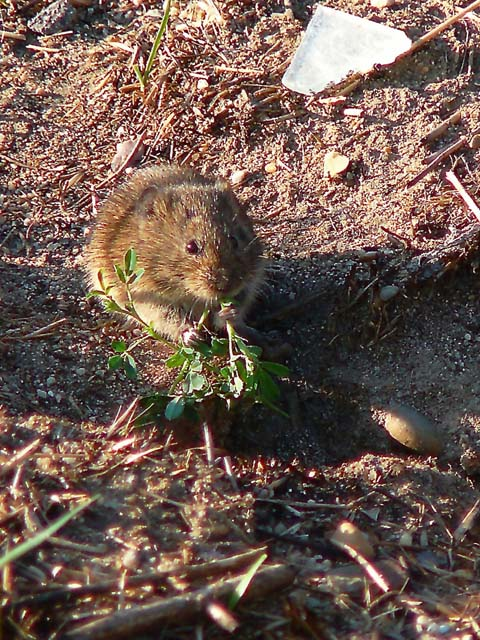
Los roedores pueden constituir plagas en ciertas circunstancias.

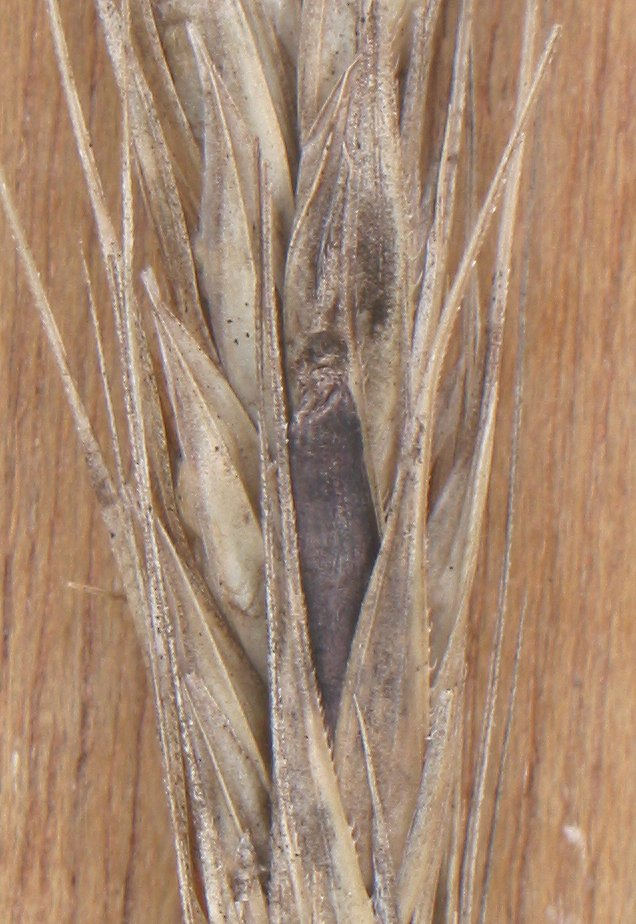
Hongo, Claviceps purpurea, plaga del centeno.

Se llama plaga a cualquier ser vivo que resulta perjudicial para otro ser vivo de interés para el ser humano. Existen plagas de interés sanitario, tales como los vectores de enfermedades humanas — y animales, tales como mosquitos, pulgas o garrapatas, y las plagas agrícolas que afectan las plantas cultivadas, así como las cosechas, ya sean frescas o almacenadas.

## Definición
El concepto de plaga ha evolucionado con el tiempo desde el significado tradicional donde se consideraba plaga a cualquier animal que producía daños, típicamente a los cultivos. Actualmente se entiende como plaga la situación en la que un ser vivo, no necesariamente un animal, produce mermas a los intereses de las personas; plantas cultivadas, animales domésticos, materiales o medios naturales. Es decir, se ha puesto el foco de la definición desde la especie que causa los daños a la situación en la que esa especie está resultando dañina.[cita requerida]
La palabra «peste» deriva del latín 'pestis', que se refiere a una enfermedad contagiosa y grave que causa gran mortandad. Su uso para referirse a las plagas es una traducción literal de la palabra inglesa pest. De ella ha derivado la palabra «pesticida» como sinónimo de plaguicida.

## Agricultura
En la agricultura, la palabra “plaga” se refiere a todos los animales, plantas y microorganismos que tienen un efecto negativo sobre la producción agrícola. Las plagas prosperan si existe una fuente concentrada y fiable de alimento. Las medidas que se utilizan normalmente para aumentar la productividad de los cultivos (por ejemplo, el monocultivo de las variedades de alta producción, el cultivo múltiple mediante la reducción o eliminación de los suelos descansados, el uso de los fertilizantes, etc.) crean un ambiente favorable para las plagas. Por eso, en cualquier agrosistema efectivo se requiere el manejo inteligente de los problemas de las plagas.

## Conceptos
En sentido estricto (en términos de la protección vegetal), el concepto de plaga agrícola ha evolucionado junto al desarrollo de la ciencia y la tecnología aplicadas a la agricultura, de tal manera que ha cambiado, por un lado, la concepción que se tiene acerca de cómo clasificar a los organismos dañinos para las plantas y productos vegetales y, por otro, qué tipo de organismos deben incluirse como dañinos.
En cuanto a lo primero, todos esos entes bióticos que se pudiesen agrupar en animales superiores (insectos, ácaros, nemátodos, aves y roedores), microorganismos (viroides, virus, micoplasmas, bacterias y hongos) y plantas superiores (malezas), que se clasificaban anteriormente como plagas (animales superiores) y enfermedades (daños o trastornos causados por microorganismos patógenos). Se incluyen modernamente dentro del concepto de plaga.
Y en cuanto a lo segundo, durante muchos años se consideraba como plaga a cualquier ente biótico que cumpliese cualquier tipo de relación alimenticia o de sustrato con algún hospedante vegetal, sin evaluarse exactamente el grado de asociación con el cultivo o con el producto agrícola almacenado, ni menos el grado de estabilidad de la población con respecto al sustrato. Como consecuencia, en el pasado fueron consideradas como plagas muchas especies asociadas de una u otra forma al hospedero, incluyendo numerosas especies endémicas, esto es, raramente abundantes y con densidades insuficientes para ser verdaderamente consideradas plagas, y por lo tanto sin considerar su importancia económica (daños traducidos en pérdidas), ya que en la actualidad, el concepto de daño económico producido por una plaga, recurrente o no, en la calidad de la cosecha y/o en la vida útil de la planta hospedante, es fundamental para decidir y definir la categoría como plaga de un organismo, asociado regular o permanentemente a un cultivo.
Otro concepto de plaga deja a un lado la concepción según la cual la especie que se considera como dañina debe señalarse como plaga per se, y establece que debe entenderse como plaga una situación en la cual un ente biótico produce daños económicos, normalmente físicos, a intereses de las personas (salud, plantas cultivadas, animales domésticos, materiales o medios naturales); es decir, si existe la especie potencialmente dañina y se dan las condiciones agroecológicas que permiten el desarrollo de poblaciones que creen una situación de riesgo de pérdidas de producción, se está ante la presencia de una plaga. Este es operativamente un concepto ecológico de plaga, ya que considera que en condiciones ecológicamente adversas, donde no se pueda desarrollar un número significativo de individuos capaces de causar daño económico, el ente biótico potencialmente dañino no debe considerarse plaga.
Este concepto permite separar el concepto de plaga de la especie animal que produce el daño, evitando establecer clasificaciones de especies 'buenas' y 'malas', y facilitando la explicación de por qué una especie es beneficiosa en un lugar y perjudicial en otro.
Ambos conceptos son antropocéntricos e incluyen el elemento económico para separar el instante en el cual una especie puede ser considerada como plaga; falta, sin embargo, incluir el daño no medible desde el punto de vista económico, referido principalmente a aquellos casos donde directamente el daño afecta actividades de recreación y esparcimiento o a material de germoplasma de inmenso valor biológico, tema este sobre el cual habría que profundizar.

En este sentido, actualmente, la comunidad internacional acoge la definición siguiente para plaga:
“Cualquier especie, raza o biotipo vegetal o animal o agente patógeno dañino para las plantas o productos vegetales” [FAO 2018].
Este enunciado define, en pocos términos, el concepto de plaga. Primeramente, recoge bajo un mismo término a todos los entes bióticos que anteriormente eran clasificados bajo diferentes categorías que indicaban en forma general a qué grupo o grupos taxonómicos pertenecían y si se consideraban dañinos o potencialmente dañinos. Por ejemplo, al indicar un organismo como maleza se entendía que era una planta dañina. En segundo lugar, limita a categoría de plaga a todo aquel organismo capaz de causar daño a las plantas y productos vegetales, aun cuando el término “daño” no está definido en la fuente de la definición.

## Clasificación

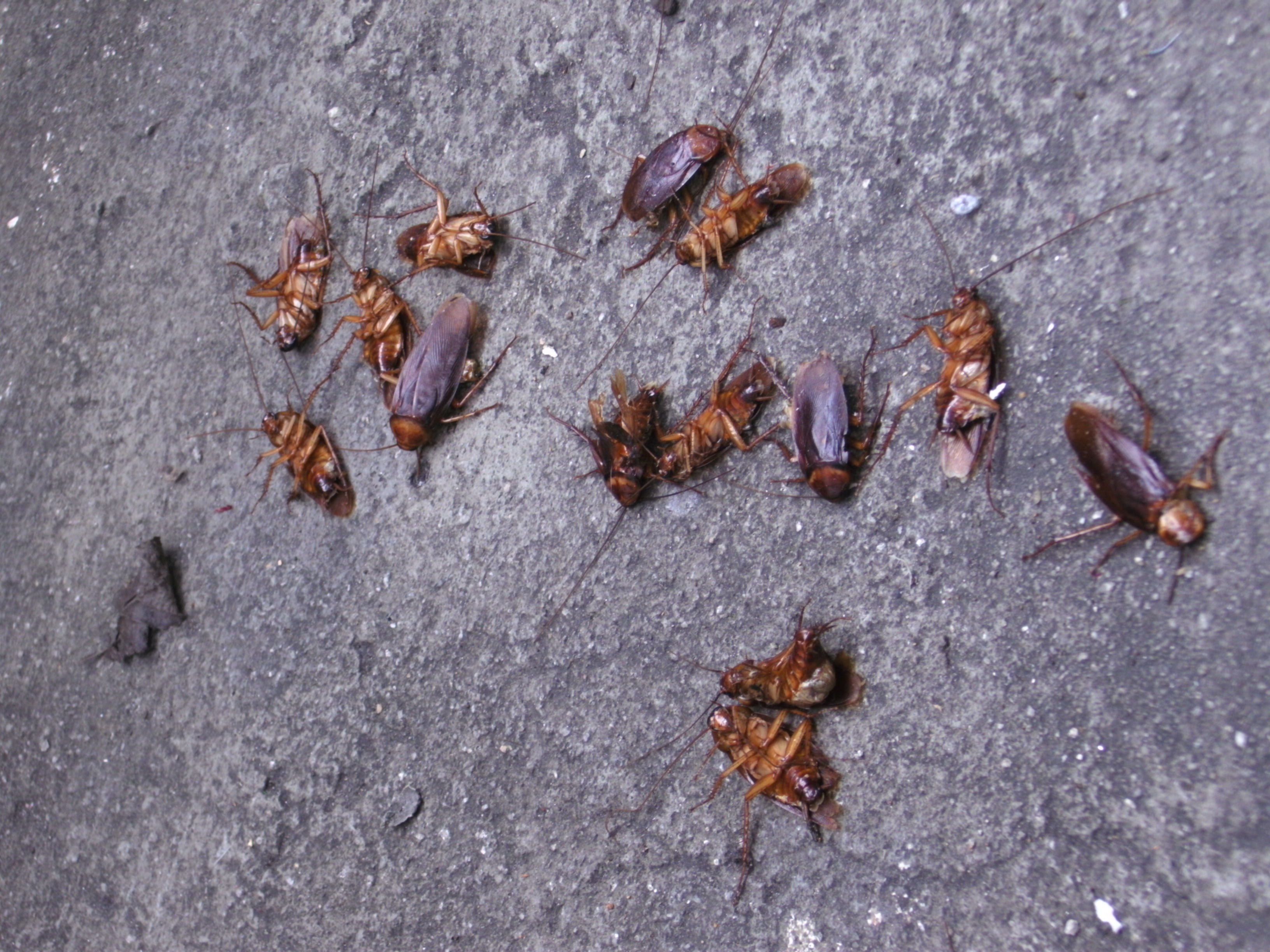
Las cucarachas, las termitas o cualquier insecto casero, a menudo son considerados como animales dañinos por parte del ser humano.

### Biológica
Las plagas pueden ser causadas por:
- Malezas (plantas)
- Patógenos (enfermedades producidas por virus, bacterias y/u hongos)
- Artrópodos (insectos, arácnidos, ácaros, etc.)
- Vertebrados (mamíferos, aves, reptiles, etc.)

### Importancia fitosanitaria
- Plaga cuarentenaria: Plaga de importancia económica potencial para el área en peligro cuando la plaga no existe aún o, si existe, no está extendida y se encuentra bajo control oficial.
- Plaga no cuarentenaria: Plaga que no se considera plaga cuarentenaria para un área determinada.
- Plaga reglamentada: Plaga cuarentenaria o plaga no cuarentenaria reglamentada.
- Plaga no cuarentenaria reglamentada: Plaga no cuarentenaria cuya presencia en las plantas para plantación influye en el uso propuesto para esas plantas con repercusiones económicamente inaceptables y que, por lo tanto, está reglamentada en el territorio de la parte contratante importadora.
- Plaga forestal: Plaga propia de los productos forestales.
- Plaga exótica: La que no existe en un área determinada.
- Plaga A1: Plaga cuarentenaria exótica a un área determinada.
- Plaga A2: Plaga cuarentenaria que está presente en un área, pero con distribución limitada y mantenida bajo control oficial.

### Por el tipo de daño que causan
- Plaga directa: Cuando la especie daña a los órganos de la planta que el hombre va a cosechar; es el caso de las larvas de las moscas de fruta que perforan los frutos o el gusano de los Andes que ataca los tubérculos de la papa.
- Plaga indirecta: Cuando la especie daña órganos de la planta que no son las partes que el hombre cosecha; es el caso de las mosquitas minadoras que dañan las hojas del tomate o de la papa mientras que los órganos que se cosechan son los frutos y los tubérculos respectivamente.

### Control
Para controlar los distintos tipos de plagas en agricultura, se usan los insecticidas, que varían según su forma de actuar.
Estos insecticidas se clasifican por:
- Contacto:  sistema de obstruyendo los estigmas traqueales del insecto.
- Ingestión: Produce envenenamiento en el sistema digestivo.
- Sistemático: Consiste en que la planta absorba el insecticida haciendo que cuando el animal se alimente de este muera.
- Inhalación o asfixiantes: Asfixia al insecto.
- Atracción y repulsión: Actúa atrayendo al insecto a probar la planta, una vez el insecto se encuentra en la misma esta causa que el insecto sienta asco y se aleje.

Debido a que estos insecticidas han causado una gran alarma por sus efectos medioambientales estos han tratado de ser sustituidos por insecticidas ecológicos para que sea menor el efecto negativo que tienen estos en el medioambiente.